# Bovichtus
Bovichtus is een geslacht van straalvinnige vissen uit de familie van ijsvissen (Bovichtidae). Het geslacht is voor het eerst wetenschappelijk beschreven in 1832 door Valenciennes in Cuvier & Valenciennes.

## Soorten
- Bovichtus angustifrons Regan, 1913
- Bovichtus argentinus MacDonagh, 1931
- Bovichtus chilensis Regan, 1913
- Bovichtus diacanthus (Carmichael, 1819)
- Bovichtus oculus Hardy, 1989
- Bovichtus psychrolutes Günther, 1860
- Bovichtus variegatus Richardson, 1846
- Bovichtus veneris Sauvage, 1879